# Shire (flod)
Shire är en flod i södra Malawi och centrala Moçambique. Shire är Malawis viktigaste flod och är 402 km lång. Den utgår från Malawisjöns södra del och rinner ut i Zambesifloden. En damm vid Liwonde reglerar flödet av vatten från Malawisjön. Ett rikt djurliv såsom elefanter, flodhästar, krokodiler och antiloper är beroende av grönskan längs flodbankerna.